# Markdorf
Markdorf település Németországban, azon belül Baden-Württembergben. Lakosainak száma 14 406 fő (2023. december 31.).

## Népesség
A település népessége az elmúlt években az alábbi módon változott:
| Lakosok száma | 6266 | 7438 | 9783 | 10 550 | 10 603 | 11 346 | 12 152 | 12 684 | 13 289 | 14 406 |
|               | 1961 | 1967 | 1974 | 1980   | 1987   | 1993   | 2000   | 2006   | 2013   | 2023   |